# Liste der Bodendenkmäler in Unterneukirchen
Auf dieser Seite sind die Bodendenkmäler in der oberbayerischen Gemeinde Unterneukirchen zusammengestellt. Diese Tabelle ist eine Teilliste der Liste der Bodendenkmäler in Bayern. Grundlage ist die Bayerische Denkmalliste, die auf Basis des Bayerischen Denkmalschutzgesetzes vom 1. Oktober 1973 erstmals erstellt wurde und seither durch das Bayerische Landesamt für Denkmalpflege geführt wird. Die folgenden Angaben ersetzen nicht die rechtsverbindliche Auskunft der Denkmalschutzbehörde.

## Bodendenkmäler der Gemeinde

### Bodendenkmäler in der Gemarkung Oberburgkirchen
| Lage                       | Objekt                           | Akten-Nr.     | Bild |
| -------------------------- | -------------------------------- | ------------- | ---- |
| Oberburgkirchen (Standort) | Erdstall des hohen Mittelalters. | D-1-7841-0060 |      |

### Bodendenkmäler in der Gemarkung Unterneukirchen
| Lage                                    | Objekt | Akten-Nr.     | Bild                                                      |
| --------------------------------------- | --- | ------------- | --------------------------------------------------------- |
| Unterneukirchen (Standort)              | Erdstall des hohen Mittelalters. Siehe auch: Erdstall, Mittelalter | D-1-7841-0041 |                                                           |
| Unterneukirchen (Standort)              | Verebnete Grabhügel vorgeschichtlicher Zeitstellung. Siehe auch: Hügelgrab | D-1-7841-0045 |                                                           |
| Unterneukirchen (Standort)              | Verebnete Grabhügel vorgeschichtlicher Zeitstellung. | D-1-7841-0046 |                                                           |
| Unterneukirchen (Standort)              | Verebnete Grabhügel der Hallstattzeit und Brandgräber der Urnenfelderzeit. Siehe auch: Hallstattzeit, Brandgrab, Urnenfelderzeit                                                      | D-1-7841-0174 |                                                           |
| Unterneukirchen Kirchenweg 6 (Standort) | Untertägige mittelalterliche und frühneuzeitliche Befunde im Bereich der Katholischen Nebenkirche St. Johannes Evangelist und St. Ägidius in Unterneukirchen und ihres Vorgängerbaus. | D-1-7841-0175 | Untertägige mittelalterliche und frühneuzeitliche Befunde |